# Haití en los Juegos Olímpicos de Londres 2012
Haití estuvo representado en los Juegos Olímpicos de Londres 2012 por cinco deportistas, tres hombres y dos mujeres, que compitieron en dos deportes.
La portadora de la bandera en la ceremonia de apertura fue la yudoca Linouse Desravine. El equipo olímpico haitiano no obtuvo ninguna medalla en estos Juegos.